# ... blev jag dödligt kär
... blev jag dödligt kär är en roman skriven av Gösta Gustaf-Janson och utgiven 1953.

## Handling
...blev jag dödligt kär utspelar sig i filmens värld och handlar om författaren Henriks kärleksaffär med en gift skådespelerska.